# Эллиотт, Брайан
Бра́йан Э́ллиотт (англ. Brian Elliott; 9 апреля 1985, Ньюмаркет, Онтарио, Канада) — канадский хоккеист, вратарь. На драфте 2003 года выбран в 9-м раунде под общим 291-й клубом «Оттава Сенаторз», играл в НХЛ с 2007 по 2023 год.

## Юниорская и студенческая карьера
В 2001 году Эллиотт был зачислен в состав юношеской команды «Эйджекс Эксмен» («Ajax Axemen»), выступавшей в Юниорской хоккейной лиге провинции Онтарио (OPJHL). В 2003 году он начал учёбу в Университете Висконсина в Мэдисоне и четыре сезона провёл в сборной университета, выступавшей в рамках Западной студенческой хоккейной ассоциации (WCHA). В сезоне 2005/06 Эллиотт выиграл с командой Университета Висконсина чемпионат NCAA в высшем дивизионе и стал одним из ведущих вратарей студенческих команд в США и Канаде (лучший процент побед по всей NCAA — 27 побед в 33 матчах; второе место в номинации на приз Хоби Бейкера, вручаемый лучшему вратарю NCAA). В этом сезоне, как и в следующем, он был признан лучшим вратарём WCHA. В 2006 году он был включён в первый состав сборной Западной ассоциации и в символическую первую сборную чемпионата NCAA.
За время выступлений за сборную Университета Висконсина Эллиотт установил новые рекорды в истории команды: 1,78 пропущенных гола за игру, 93,1 % отражённых бросков и 16 матчей, выигранных всухую. По проценту отражённых бросков Эллиотт делит четвёртое место за всю историю NCAA.

## Профессиональная карьера
В марте 2007 года Эллиотт подписал контракт с командой АХЛ «Бингхэмтон Сенаторс». До конца сезона он провёл за свой новый клуб восемь матчей. Он был приглашён в летний тренировочный лагерь клуба НХЛ «Оттава Сенаторз» и в октябре, вскоре после начала нового сезона, провёл свой первый матч в НХЛ, отразив 27 бросков по пути к гостевой победе 3-1 в Атланте. Больше в этом сезоне, однако, он за «Оттаву» не выступал, проведя за «Бингхэмтон» 44 игры (18 побед, из них две на ноль).
В сезоне 2008/09 Эллиотт провёл практически равное количество игр за «Оттаву» (в основном с января) и «Бингхэмтон». В составе «Бингхэмтона» он выиграл 18 матчей из 27 и был признан лучшим вратарём декабря в АХЛ. Он также был избран в стартовый состав канадской сборной в ежегодном матче всех звёзд АХЛ. В «Оттаве» он установил новый рекорд клуба для вратарей-новичков, выиграв с командой восемь матчей подряд с 5 по 21 марта. В феврале и марте он становился лауреатом Кубка «Молсона», неофициально присуждаемого трём лучшим игрокам канадских команд.
Сезон 2009/10 Эллиотт уже полностью провёл в «Оттаве», начав его как второй вратарь, но отыграв большую часть года в связи с травмой Паскаля Леклера. Он выиграл 29 из 55 матчей, в которых принимал участие как основной вратарь, дважды признавался лучшим игроком недели в НХЛ и завоевал Кубок «Молсона» по итогам сезона. В середине сезона он побил рекорд клуба для вратарей, выиграв девять матчей подряд.
В феврале 2011 года в рамках перекройки состава команды, проводящей один из худших сезонов в своей истории, Эллиотт был обменян на вратаря «Колорадо Эвеланш» Крэйга Андерсона. Неудачно отыграв остаток сезона (2 победы в 12 матчах), Эллиотт был в межсезонье освобождён командой и подписал годичный контракт с «Сент-Луис Блюз», которым нужен был вратарь на замену. В действительности, однако, в первой половине сезона он выступал на равных с основным вратарём, Ярославом Галаком, пропуская в среднем меньше полутора голов за матч и отражая почти 95 % бросков по воротам; в четырёх матчах из 16, в которых он участвовал, его ворота остались нераспечатанными. Регулярный сезон он закончил с 94 % отражённых бросков и 9 матчами, сыгранными всухую. С командой он дошёл до второго круга плей-офф Кубка Стэнли, где «Блюз» проиграли будущим обладателям Кубка Стэнли «Лос-Анджелес Кингз». Эллиотт играл за «Сент-Луис» до 2016 года, когда в Кубке Стэнли дошёл с командой до финала конференции, обыграв в семи матчах сначала действующего обладателя Кубка «Чикаго Блэкхокс», а затем, также в семи матчах, «Даллас Старз». Он установил рекорд клуба по числу матчей, отыгранных «всухую» — 25. По окончании сезона Эллиотт был обменян в «Калгари Флэймз» на драфт-пик 2 раунда.
В сезоне 2016/17 «Калгари» смог пробиться в плей-офф, но вылетел в первом раунде плей-офф от «Анахайм Дакс» со счетом 0-4. Эллиотт провел эту серию очень слабо: в двух из четырёх проигранных матчей был заменен на Чэда Джонсона. В четвёртом матче, пропустив 4 броском, Брайан был заменён спустя 5:38 после начала встречи. В результате такой концовки сезона «Флэймз» не стали предлагать вратарю новый контракт.
1 июля 2017 года как неограниченно свободный агент Эллиотт подписал 2-летний контракт на сумму $ 5,5 млн с «Филадельфией Флайерз». В 2019 году «Флайерз», несмотря на то высокий потенциал молодого вратаря Картера Харта, продлили контракт с ветераном Эллиоттом, которому уже исполнилось 34 года, ещё на сезон, и сделали то же самое в 2020 году. В заключительной части сезона 2020/21 он играл более активную роль в команде из-за неудачных выступлений Харта, но и сам показывал недостаточно хорошие результаты: так, за март клуб сыграл 17 матчей, из которых Эллиотт выходил на лёд в стартовом составе в 11 и пропустил три шайбы или больше в 8. В июле 2021 года с 36-летним Эллиоттом подписал годичный контракт на сумму 900 тысяч долларов клуб «Тампа-Бэй Лайтнинг». Из 15 матчей регулярного сезона в воротах «Тампы» выиграл 9 (ещё в трёх команда уступила в овертайме), причём последнюю игру сезона провёл всухую, остановив 28 бросков; перед следующим сезоном контракт Эллиотта был продлён ещё на год. В 2023 году контракт не был продлён, Эллиотт получил статус свободного агента, но ни один клуб не заинтересовался его кандидатурой. В июне 2024 года Эллиотт начал работу в качестве скаута и тренера вратарей в «Сент-Луис Блюз», что было расценено как фактическое завершение игровой карьеры.
Двукратный участник матча всех звёзд НХЛ (2012, 2015).

## Статистика

### Регулярный сезон
| Сезон        | Команда             | Лига         | И   | В   | П   | Н/ОТ | Мин    | ШП   | на 0 | ШП/И | Св%  |
| ------------ | ------------------- | ------------ | --- | --- | --- | ---- | ------ | ---- | ---- | ---- | ---- |
| 2003-04      | Висконсин Баджерс   | WCHA         | 6   | 3   | 3   | 0    | 336    | 12   | 0    | 2.14 | .912 |
| 2004-05      | Висконсин Баджерс   | WCHA         | 9   | 6   | 2   | 1    | 467    | 9    | 3    | 1.16 | .945 |
| 2005-06      | Висконсин Баджерс   | WCHA         | 33  | 25  | 5   | 3    | 2008   | 52   | 8    | 1.55 | .938 |
| 2006-07      | Висконсин Баджерс   | WCHA         | 36  | 15  | 17  | 2    | 2053   | 72   | 5    | 2.10 | .923 |
| 2006-07      | Бингхэмтон Сенаторс | АХЛ          | 8   | 3   | 4   | 0    | 425    | 30   | 0    | 4.24 | .886 |
| 2007-08      | Оттава Сенаторз     | НХЛ          | 1   | 1   | 0   | 0    | 60     | 1    | 0    | 1.00 | .966 |
| 2007-08      | Бингхэмтон Сенаторс | АХЛ          | 44  | 18  | 19  | 1    | 2394   | 112  | 2    | 2.81 | .915 |
| 2008-09      | Бингхэмтон Сенаторс | АХЛ          | 30  | 18  | 8   | 1    | 1691   | 65   | 2    | 2.31 | .926 |
| 2008-09      | Оттава Сенаторз     | НХЛ          | 31  | 16  | 8   | 3    | 1667   | 77   | 1    | 2.77 | .902 |
| 2009-10      | Оттава Сенаторз     | НХЛ          | 55  | 29  | 18  | 4    | 3038   | 130  | 5    | 2.57 | .909 |
| 2010-11      | Оттава Сенаторз     | НХЛ          | 43  | 13  | 19  | 8    | 2293   | 122  | 4    | 3.19 | .890 |
| 2010-11      | Колорадо Эвеланш    | НХЛ          | 12  | 2   | 8   | 1    | 690    | 44   | 0    | 3.83 | .891 |
| 2011-12      | Сент-Луис Блюз      | НХЛ          | 38  | 23  | 10  | 4    | 2235   | 58   | 9    | 1.56 | .940 |
| 2012-13      | Пеория Ривермен     | АХЛ          | 2   | 1   | 1   | 0    | 119    | 3    | 1    | 1.51 | .946 |
| 2012-13      | Сент-Луис Блюз      | НХЛ          | 24  | 14  | 8   | 1    | 1292   | 49   | 3    | 2.28 | .907 |
| 2013-14      | Сент-Луис Блюз      | НХЛ          | 31  | 18  | 6   | 2    | 1625   | 53   | 4    | 1.96 | .922 |
| 2014-15      | Сент-Луис Блюз      | НХЛ          | 46  | 26  | 14  | 3    | 2546   | 96   | 5    | 2.26 | .917 |
| 2015-16      | Сент-Луис Блюз      | НХЛ          | 42  | 23  | 8   | 6    | 2263   | 78   | 4    | 2.07 | .930 |
| 2016-17      | Калгари Флэймз      | НХЛ          | 49  | 26  | 18  | 3    | 2845   | 121  | 2    | 2.55 | .910 |
| 2017-18      | Филадельфия Флайерз | НХЛ          | 43  | 23  | 11  | 7    | 2522   | 112  | 1    | 2.66 | .909 |
| 2018-19      | Филадельфия Флайерз | НХЛ          | 26  | 11  | 11  | 1    | 1397   | 1010 | 1    | 2.96 | .907 |
| 2018-19      | Лихай Вэлли Фантомс | АХЛ          | 2   | 1   | 1   | 0    | 121    | 7    | 0    | 3.47 | .877 |
| 2019-20      | Филадельфия Флайерз | НХЛ          | 31  | 16  | 7   | 4    | 1674   | 80   | 2    | 2.87 | .899 |
| 2020-21      | Филадельфия Флайерз | НХЛ          | 30  | 15  | 9   | 2    | 1608   | 82   | 2    | 3.06 | .889 |
| 2021-22      | Тампа-Бэй Лайтнинг  | НХЛ          | 19  | 11  | 4   | 3    | 489    | 43   | 1    | 2.43 | .912 |
| 2022-23      | Тампа-Бэй Лайтнинг  | НХЛ          | 22  | 12  | 8   | 2    | 1325   | 75   | 2    | 3.40 | .891 |
| Всего в НХЛ  | Всего в НХЛ         | Всего в НХЛ  | 543 | 279 | 167 | 54   | 30 140 | 1290 | 45   | 2.57 | .909 |
| Всего в WCHA | Всего в WCHA        | Всего в WCHA | 86  | 51  | 27  | 6    | 4864   | 148  | 16   | 1.78 | .931 |
| всего в АХЛ  | всего в АХЛ         | всего в АХЛ  | 86  | 41  | 33  | 2    | 4750   | 217  | 5    | 2.52 | .916 |

### Плей-офф
| Сезон       | Команда             | Лига        | И  | В  | П  | ОТ | Мин  | ШП  | на 0 | ШП/И | Св%  |
| ----------- | ------------------- | ----------- | -- | -- | -- | -- | ---- | --- | ---- | ---- | ---- |
| 2010        | Оттава Сенаторз     | НХЛ         | 4  | 1  | 2  | -  | 203  | 14  | 0    | 4.14 | .853 |
| 2012        | Сент-Луис Блюз      | НХЛ         | 8  | 3  | 4  | 0  | 455  | 18  | 0    | 2.37 | .904 |
| 2013        | Сент-Луис Блюз      | НХЛ         | 6  | 2  | 4  | -  | 379  | 12  | 0    | 1.90 | .919 |
| 2015        | Сент-Луис Блюз      | НХЛ         | 1  | 0  | 0  | 0  | 27   | 1   | 0    | 2.31 | .857 |
| 2016        | Сент-Луис Блюз      | НХЛ         | 18 | 9  | 9  | 2  | 1058 | 43  | 1    | 2.44 | .921 |
| 2017        | Калгари Флэймз      | НХЛ         | 4  | 0  | 3  | 1  | 186  | 12  | 0    | 3.89 | .880 |
| 2018        | Филадельфия Флайерз | НХЛ         | 4  | 1  | 3  | -  | 178  | 14  | 0    | 4.74 | .856 |
| 2020        | Филадельфия Флайерз | НХЛ         | 3  | 1  | 1  | -  | 140  | 5   | 0    | 2.15 | .911 |
| Всего в НХЛ | Всего в НХЛ         | Всего в НХЛ | 48 | 17 | 26 | 3  | 2622 | 119 | 1    | 2.72 | .904 |